# Rafael Pineda (actor)
Rafael Pineda (Ciudad de Guatemala, 1939 - ibídem, 26 de noviembre de 2004) fue un primer actor guatemalteco de gran trayectoria. 

## Reseña biográfica
Inició su carrera artística en el grupo de teatro del templo católico de Candelaria, en el Centro Histórico de la Ciudad de Guatemala y después participó en el grupo del Liceo Hispano-guatemalteco, dirigido por María de Sellarés quien lo remitió al actor y director Carlos Menkos Deká. En 1952 ingresó al Teatro de Arte Universitario —TAU— de la Universidad de San Carlos de Guatemala como tramoyista; poco después empezó a actuar y conoció a Rufino Amézquita, Manuel Ocampo y Domingo Tessier con quienes realizó varios proyectos.   En 1958 participó en una serie de teleteatros para el canal 8 de Televisión en Guatemala, uno de los primeros canales de televisión abierta de ese país centroamericano, bajo la dirección de Menkos y de Domingo Tessier, con el elenco del TAU. 
Fue fundador del grupo G.A.R.A., en 1963 con Pablo Antonio del Cid y Rufino Amézquita, que tuvo su sede en el Conservatorio Nacional de Música y en 1968 formó parte del grupo de teatro «Los Comediantes», patrocinado por la Municipalidad de la Ciudad de Guatemala; cuando el proyecto fue cancelado, Pineda empezó a trabajar como actor independiente. 
En 1986, junto a su esposa, Magnolia Morales, fundó «Producciones Ciclorama» con el propósito de montar obras de teatro para estudiantes y temporadas para niños, utilizando como sede el Teatro Metropolitano en el Centro Histórica de la ciudad.

## Fallecimiento
Rafael Pineda murió a la edad de sesenta y cinco años, la madrugada del 26 de noviembre de 2004 tras padecer de diabetes.

## Obras
Su trayectoria de más de cincuenta años incluyó aproximadamente cien montajes de teatro para adultos, niños y estudiantes, aunque también actuó en televisión, cine, y radio. Era un actor versátil, interpretando igual al tenebroso auditor de guerra en El Señor Presidente, a un maniático asesino en La muerte y la doncella o a un perverso obispo en Sacra conversación, que haciendo una sátira del expresidente Jorge Serrano Elías en la divertida Sopa de Cebolla, y otra del expresidente Efraín Ríos Montt en la comedia El general no tiene quien lo inscriba.

### Teatro
- Farsa y justicia del Señor Corregidor de Alejandro Casona.
- El largo viaje de regreso de O'Neil.
- Zipacná, toma tu lanza
- El Benemérito Pueblo de Villabuena.
- El Señor Presidente, donde interpretó al auditor de guerra, personaje que Miguel Ángel Asturias basó en el licenciado Adrián Vidaurre.[3]
- El taller de Santa, donde interpretó a Santa Claus.
- Sacra conversación
- La Muerte y la doncella[a]
- Monólogo La historia del tigre, de Darío Fo, dirigido por Adán Sandoval.
- Así que se vaya [b]

### Cine
- El tuerto angustias (película mexicana).

## Reconocimientos
Fue nominado al «premio Muni» a mejor actor por Sacra converación y ganó el «Copinol de Oro» a mejor actor del Festival Internacional de Teatro en El Salvador.  El 5 de octubre de 2004 varios artistas se unieron para ofrecerle un homenaje; por su larga trayectoria, Pineda fue objeto de numerosos homenajes anteriormente, incluyendo entre otros el Quetzal de Oro de la Asociación de Periodistas de Guatemala —APG— y la medalla «Hugo Carrillo», premio guatemalteco a la actividad teatral otorgada por el Ministerio de Cultura y Deportes de Guatemala. 